# Gare de Banja Luka
La gare de Banja Luka (en serbe : Жељезничка станица Баја Лука / Željeznička stanica Banja Luka ) est une gare de la ligne ferroviaire Banja Luka–Novi Grad. Elle est située dans la partie est de la ville de Banja Luka en Bosnie-Herzégovine.

## Histoire
La gare ferroviaire actuelle a été construite selon le projet de l'architecte yougoslave Živorad Janković (en) au milieu des années 1980. Cependant, d'autres travaux de l'architecte, par exemple, le centre sportif de Skenderija à Sarajevo ou le Palais de la jeunesse et des sports à Pristina  n'ont été achevés qu'en 2002. La nouvelle gare a également été construite plus loin de la ville et a été mise en service dans le cadre de la reconstruction de la jonction ferroviaire de Banja Luka. Le bâtiment d'origine de la gare a été transformé en musée.
Comme beaucoup d'autres bâtiments publics construits en ex-Yougoslavie à la même époque, la gare est vaste (sa superficie intérieure dépasse les 2 000 m2). Il était censé être utilisé pour de nombreux restaurants et magasins, mais ceux-ci n'ont jamais été créés et, au début du 21e siècle, le bâtiment donnait une impression d'abandon.

## Patrimoine ferroviaire
L'ancienne gare de la ville (de l'époque austro-hongroise) est maintenant le Musée d'Art moderne de la République serbe.